# 스케치북

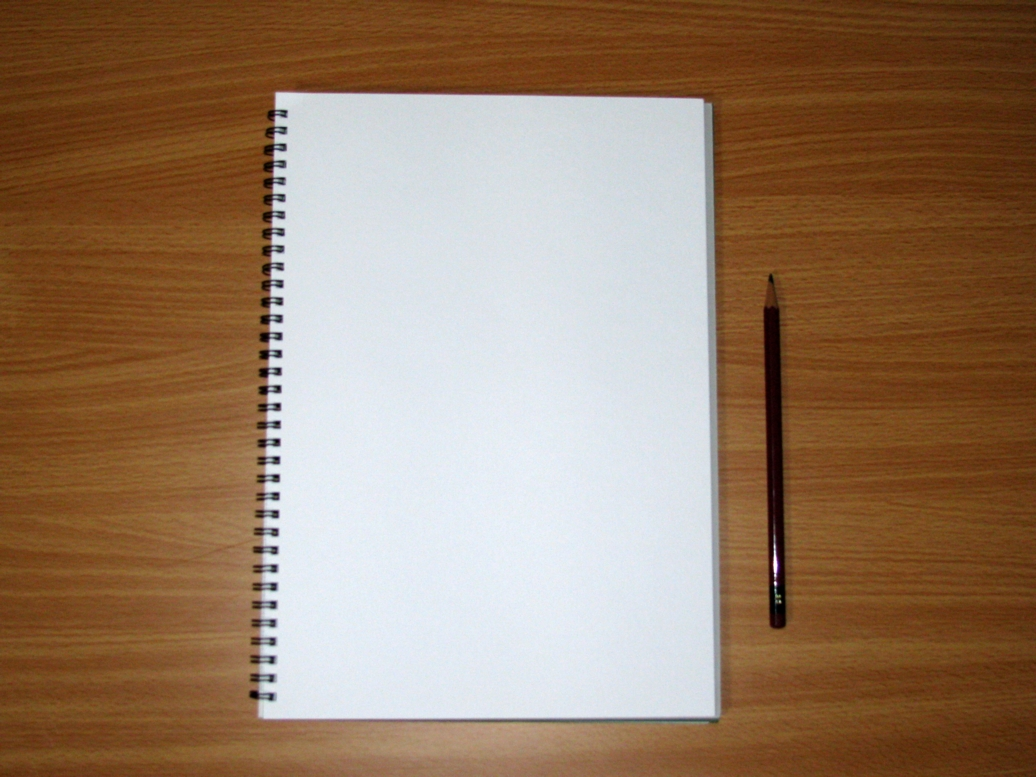
스케치북과 연필

스케치북(sketchbook)은 미술 도구 중 하나로 스케치를 할 수 있도록 도화지를 여러 장 한데 묶어 놓은 책이다. 용도는 그림을 그릴 때 사용한다.
하버드 대학교의 포그 미술 박물관은 2006년 스케치에 2가지 대분류가 있다고 언급하였다:
- 관찰: 외부 세계의 문서화에 초점을 두며 여행, 자연 연구 등 다수를 포함하며 예술가의 여행 기록을 스케치한다.
- 발명: 예술가가 구성 개념을 발전시키며 예술가의 탈선과 내부 여행을 따른다.

스케치북은 다양한 모양, 크기, 커버, 문서로 구성된다. 스케치북은 편리한 책의 형태로 쉽게 이용 가능한 드로잉 페이퍼를 제공하는 하나의 방법으로 시작되었다.

## 같이 보기
- 그림
- 소묘
- 스케치